# Polly Walters
Polly Walters (nacida Maud Walters; Zanesville, 15 de enero de 1913 - Nueva York, 15 de marzo de 1994) fue una actriz estadounidense. Es mejor conocida por aparecer en Smart Money (1931), Blonde Crazy (1931), Young Bride (1932). 
En el cine, Walters interpretó a menudo papeles de "telefonista chistosa y otras damas vertiginosas en las primeras películas sonoras de Warner Bros". En Broadway, interpretó a Curley Flagg en She Loves Me Not (1933), a Lulu Johnson en The Body Beautiful (1935), a Peaches La Fleur en Red, Hot and Blue (1936) y a Miss Hook en The Life of Reilly (1942). También fue bailarina de vodevil.
Walters murió el 15 de marzo de 1994, en la ciudad de Nueva York a la edad de 81 años.

## Filmografía

### Cine
| Year | Title                   | Role                                     | Notes           |
| ---- | ----------------------- | ---------------------------------------- | --------------- |
| 1931 | Smart Money             | Lola                                     |                 |
| 1931 | Gangway                 | La tonta del gángster                    | cortometraje    |
| 1931 | Five Star Final         | Operadora de teléfono                    | (sin acreditar) |
| 1931 | Expensive Women         | Molly Lane                               |                 |
| 1931 | Blonde Crazy            | Peggy                                    |                 |
| 1931 | Manhattan Parade        | Chica del teléfono                       | (sin acreditar) |
| 1932 | Taxi!                   | Polly - cita de Danny                    | (sin acreditar) |
| 1932 | High Pressure           | Millie                                   | (sin acreditar) |
| 1932 | Union Depot             | Mabel                                    | (sin acreditar) |
| 1932 | Fireman, Save My Child! | Operadora telefónica                     | (sin acreditar) |
| 1932 | Play Girl               | Ethel, una dependienta                   | (sin acreditar) |
| 1932 | The Mouthpiece          | Gladys                                   | (sin acreditar) |
| 1932 | Young Bride             | Daisy                                    |                 |
| 1932 | Beauty and the Boss     | novia de Ludwig                          | (sin acreditar) |
| 1932 | Love Is a Racket        | Betty, operadora de centralita           | (sin acreditar) |
| 1932 | Make Me a Star          | Doris Randall                            | (sin acreditar) |
| 1932 | By Whose Hand?          | Asistente rubia de puesto de cigarrillos | (sin acreditar) |
| 1932 | American Madness        | Operadora de teléfono rubia              | (sin acreditar) |
| 1933 | Pie a la Mode           |                                          | cortometraje    |